# Ocrisiona yakatunyae
Ocrisiona yakatunyae är en spindelart som beskrevs av Zabka 1990. Ocrisiona yakatunyae ingår i släktet Ocrisiona och familjen hoppspindlar. Inga underarter finns listade i Catalogue of Life.